# Poshteh-ye Gūrband
Poshteh-ye Gūrband (persiska: پشته گوربند) är en ort i Iran.   Den ligger i provinsen Hormozgan, i den sydöstra delen av landet, 1 100 km sydost om huvudstaden Teheran. Poshteh-ye Gūrband ligger 39 meter över havet och antalet invånare är 649.
Terrängen runt Poshteh-ye Gūrband är platt åt sydväst, men åt nordost är den kuperad. Runt Poshteh-ye Gūrband är det ganska glesbefolkat, med 25 invånare per kvadratkilometer. Närmaste större samhälle är Deh Gel Kan, 19,4 km öster om Poshteh-ye Gūrband. Omgivningarna runt Poshteh-ye Gūrband är i huvudsak ett öppet busklandskap.